# Sheila Scott

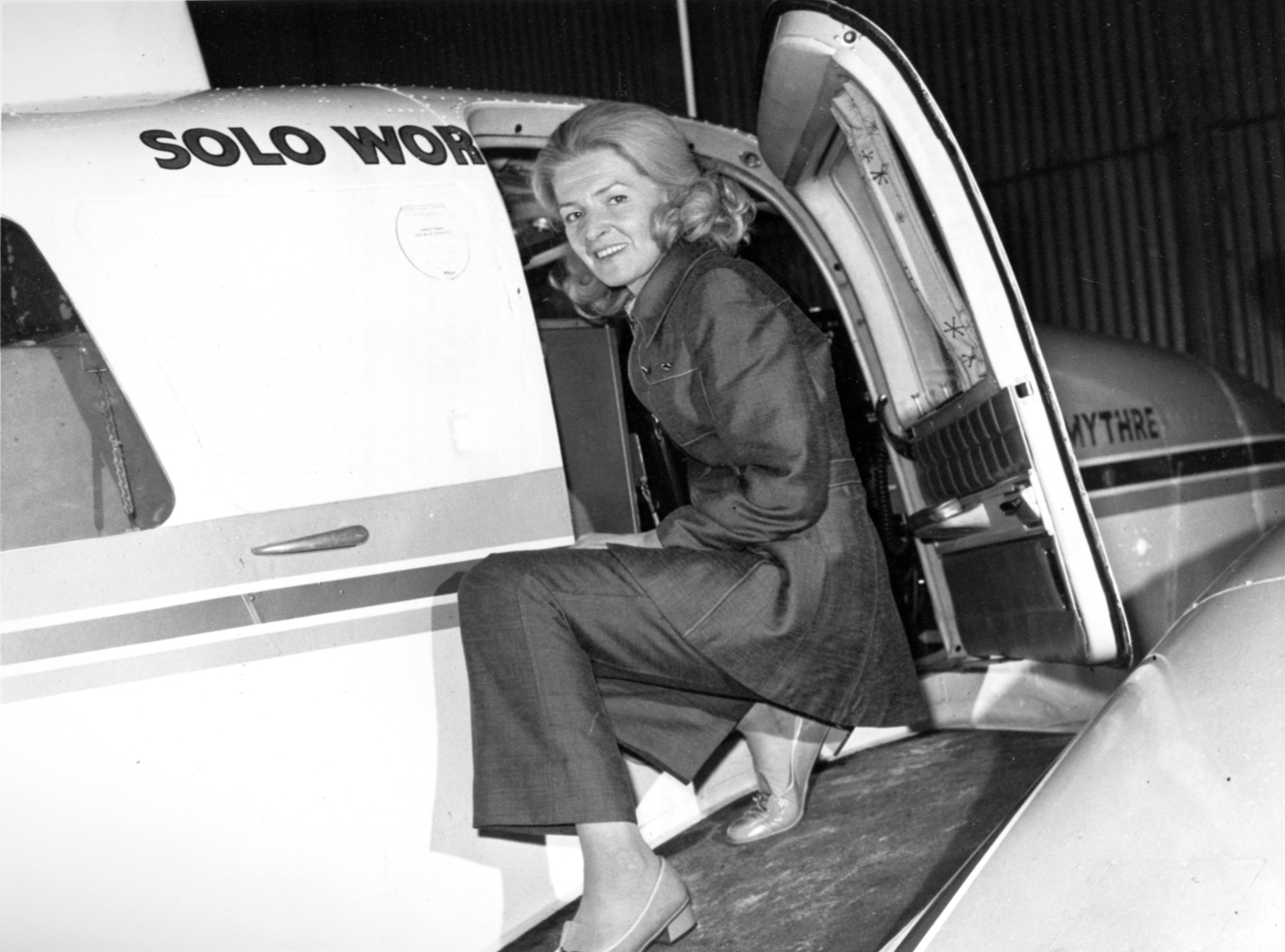
Sheila Scott, 1971

Sheila Scott OBE (* 27. April 1922 in Worcester; † 20. Oktober 1988 in London) war eine britische Pilotin.

## Leben
Sie diente im Zweiten Weltkrieg als Krankenschwester in einem Krankenhaus der Britischen Marine. 1958 lernte sie am Thruxton-Aerodrome das Fliegen.
Bei ihren langen Flügen brach sie über 100 Flugrekorde. Zu einem dieser Rekorde gehörte die Überquerung des Nordpols. Als erste Europäerin flog sie nonstop 1966 solo um die Welt (Elly Beinhorn flog zwar schon 1932 solo um die Welt, legte dabei aber einige Strecken über den Pazifik und Atlantik per Schiff zurück).

## Tod
Vor ihrem Tod lebte sie im Londoner Stadtteil Pimlico in Armut. Sie erkrankte an Krebs und starb im Royal Marsden Hospital, London.

## Auszeichnungen
- Tara Award 1965, 1967, 1968
- Officer des Order of the British Empire 1968.
- Einer der Unterrichtsräume in der University of Worcester ist nach ihr benannt.